# 핀란드 축구 국가대표팀
핀란드 축구 국가대표팀(핀란드어: Suomen jalkapallomaajoukkue, 스웨덴어: Finlands herrlandslag i fotboll)은 북유럽에 위치한 국가인 핀란드를 대표하는 축구 국가대표팀이며 핀란드 축구 협회에 의해 운영된다. '수리부엉이'이라는 별칭을 가지고 있으며 현재 헬싱키 올림픽 스타디움 뿐만 아니라 탐페레 스타디움, 베리타스 스타디온, 텔리아 5G 아레나도 홈 구장으로 사용하고 있다.

## 개요
FIFA 월드컵 본선 경험은 전무하며 UEFA 유럽 축구 선수권 대회에는 UEFA 유로 2020을 통해 사상 처음으로 유로 대회 본선 진출에 성공했고 올림픽 축구 본선에는 나이 제한이 없었을 때에 4번 출전했으며 이 중 1912년 대회에서 4강에 오른 전적이 있다. 유럽의 축구 국가대표팀들 중에서는 비교적 약체로 분류되며 축구가 다른 유럽 국가들에 비해 인기가 떨어지는 편이다. 핀란드 축구는 20세기에 아마추어들에 의해 처음 시작되었으며 현재에는 자국내에 최상위 축구 리그도 갖추고 있다. 그리고 2010년 FIFA 월드컵 유럽 지역 예선에서는 강호 독일과 홈 경기 및 원정 경기 모두 무승부로 장식하는 등 11경기에서 5승 3무 3패를 기록하며 역대 월드컵 지역 예선에서 가장 좋은 성적을 거두었다.

## 역사

### 초기 역사

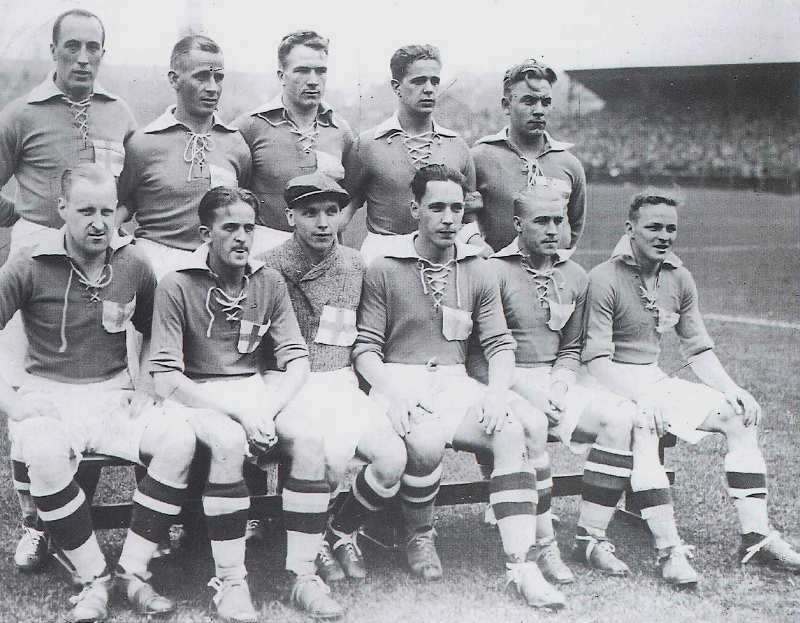
1933년에 열린 덴마크와의 경기에서의 핀란드 축구 국가대표팀 선수들.

핀란드 축구 협회는 당시 러시아 제국의 지배 하에 있던 1907년에 창설되었고 FIFA에는 독립한 해인 1908년에 가입하였다. 1911년 10월 22일 이웃나라 스웨덴과 최초로 국제 A매치를 가졌으나 2-5로 완패했다. 1912년 스웨덴의 수도 스톡홀름에서 하계 올림픽이 개최되자 핀란드는 처음으로 올림픽 축구에 참가하였다. 핀란드는 이 대회에서 이탈리아와 러시아를 꺾고 4강에 진출하였으나 4강전에서 영국에게 패했고 동메달 결정전에서도 네덜란드에게 0-9의 대패를 당하면서 4위의 성적으로 대회를 마감했다. 한 일화에 따르면 당시 핀란드인들은 핀란드 선수들이 경기에서 활약하는 모습을 보고 깊은 감명을 받고 선수들을 축하했다고 전해진다. 1912년 하계 올림픽에 참가한 핀란드 축구 국가대표팀의 주장 에이노 소이니오는 올림픽 참가 당시 17세의 소년이었고 그는 스웨덴 신문인 《이도르츠블라데트》가 선정한 올스타 팀 멤버로 뽑히기도 했다. 또한 독일의 수도 베를린에서 열린 1936년 하계 올림픽 축구 본선에도 참가했으나 본선 첫 경기에서 페루에게 3-7의 완패를 당하면서 2라운드 문턱에서 주저앉았다. 1938년 FIFA 월드컵 유럽 지역 예선에 참가했지만 예선에서 탈락하면서 본선 진출에 실패했고 현재까지도 월드컵 본선 진출에 성공한 적이 없다. 핀란드는 1966년에 UEFA 유로 1968 예선을 치뤘으나 단 1승도 거두지 못했고 이후 유로 대회 예선에서 첫 승을 거두기까지는 14년이라는 세월이 걸렸다. 헬싱키에서 열린 1952년 하계 올림픽을 통해 개최국 자격으로 올림픽 축구 본선에 자동 출전했으나 본선 첫 경기에서 오스트리아에게 3-4로 지면서 2라운드 진출에 실패했다.

### 20세기 후반기와 21세기 초

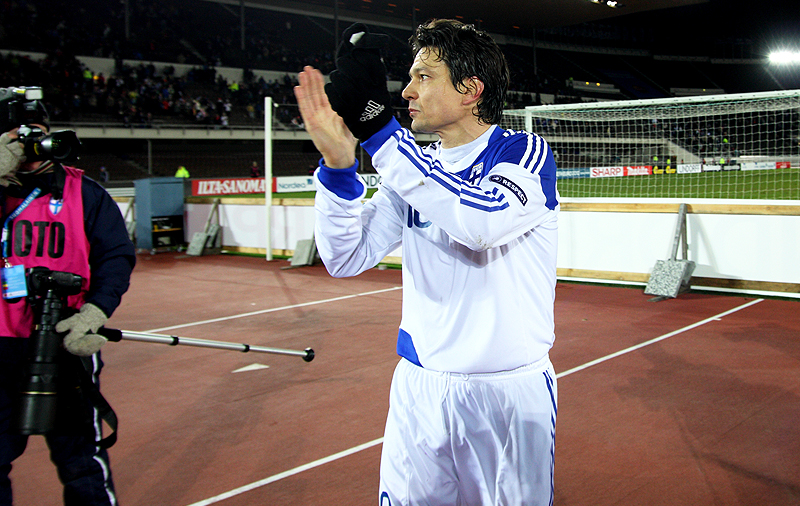
핀란드 축구 역사상 가장 위대한 선수이자 핀란드 대표팀에 관련된 여러 기록을 보유한 야리 리트마넨.

핀란드는 1970년대말부터 1980년대까지 축구 실력이 조금씩 발전하기 시작했다. 유로 1980 예선전과 1986년 FIFA 월드컵 예선전 등 처음으로 예선에서 승리를 거뒀다. 러시아 모스크바에서 1980년 하계 올림픽이 개최되자마자 많은 서방 국가들이 보이콧을 하였으나 그 와중에도 핀란드는 올림픽에 참가하였으며 핀란드 축구 국가대표팀도 올림픽 축구에 참가하였지만 조별리그에서 탈락했다. 그리고 이듬해인 1981년 라티컵에서 국제 대회 사상 첫 우승컵을 들어올렸다. 1990년대에 들어서자 현재 핀란드의 최상위 프로 축구 리그인 '베이카우스리가'가 설립되었고 AFC 아약스의 슈퍼스타라고 불리는 야리 리트마넨 같은 걸출한 선수들도 출현하기 시작하였다. 1996년에는 덴마크를 유로 1992에서 우승으로 이끈 리카르 묄레르닐센이 핀란드 축구 국가대표팀의 감독이 되었고 1996년 킹스컵에 출전했으나 4팀 가운데 꼴찌에 머물렀다. 이후 1998년 FIFA 월드컵 유럽 지역 예선에서 노르웨이를 이겼고 스위스와 무승부를 기록했으나 헝가리에게 밀려 본선 진출이 좌절됐다. 묄레르닐센은 UEFA 유로 2000 예선까지 핀란드를 지휘하였고 예선에서 독일, 터키, 북아일랜드, 몰도바와 함께 예선 3조에 편성되었으나 결국 조 3위로 또 다시 예선 탈락의 고배를 마셨다. 그래도 2000년 킹스컵에서는 준우승을 차지했다. 2000년 묄레르닐센의 후임으로 안티 무리넨이 핀란드 대표팀의 사령탑으로 부임했다. 이후 안티 니에미, 사미 휘피애, 테무 타이니오, 미카엘 포르셀 등 세계적인 선수들을 발굴했다. 2002년 FIFA 월드컵 예선에서 잉글랜드, 독일, 그리스, 알바니아와 함께 9조에 편성되었고 예선에서 독일과 잉글랜드와 비겼고 그리스를 상대로는 5-1의 대승을 거두었으나 승점에서 독일과 잉글랜드에게 밀려 또 다시 본선 진출이 좌절됐다. 그리고 북유럽의 친선 축구 국가대항전이었던 노르딕 축구 선수권 대회에서는 마지막 대회인 2001년 대회에서 20년만에 통산 2번째 국제 대회 우승컵을 들어올렸다. UEFA 유로 2004 예선 직전에는 노르웨이, 벨기에, 포르투갈과의 친선 경기에서 모두 승리를 거두면서 핀란드의 Elo 랭킹이 30위까지 급상승하기도 했다. 그러나 정작 예선에서는 같은 조에 속한 이탈리아, 웨일스, 세르비아에게 모두 패하면서 다시 한번 예선 탈락의 쓴 맛을 봤다. 그리고 2006년 FIFA 월드컵 유럽 지역 예선에서도 네덜란드, 체코, 루마니아, 마케도니아 공화국, 아르메니아, 안도라와 함께 1조에 속하였으나 또 다시 본선 진출이 좌절됐다. 무리넨은 2005년 6월을 마지막으로 감독에서 물러났고 위르키 헬리코스키가 임시 감독이 되었다. 2005년 8월 핀란드의 새로운 감독은 잉글랜드 출신인 로이 호지슨이 맡기로 발표되었고 호지슨은 2006년 1월부터 감독직을 수행하였다. 그리고 UEFA 유로 2008 예선에서 포르투갈, 폴란드, 세르비아, 벨기에, 아르메니아, 아제르바이잔, 카자흐스탄과 함께 A조에 편성되었다. 이후 폴란드를 3-1로 꺾었고 포르투갈과는 1-1로 비겼다. 그리고 세르비아, 아르메니아와 각각 1-1, 0-0로 비기고 카자흐스탄을 2-0로 이기는 등 무패 행진을 이어갔다. 그러나 아제르바이잔에게 0-1로 패했는데 이는 핀란드 축구 역사상 최악의 시합으로 평가된다. 그 후 세르비아에게 0-2로 패하지만 벨기에와 카자흐스탄을 2-0, 2-1으로 격파하고 다시 아제르바이잔을 2-1로 이기며 설욕에 성공했다. 그리고 벨기에, 포르투갈과 0-0으로 비긴 채 경기를 마친 핀란드는 세르비아와 함께 승점을 24점을 얻어냈음에도 28점을 딴 폴란드와 27점을 딴 포르투갈에 밀려 A조 4위로 본선 진출에 또 다시 실패했다. 호지슨은 유로 2008 예선 탈락의 책임을 지고 전격 사퇴했으며 후임으로 스코틀랜드 출신인 스튜어트 백스터가 차기 감독이 되었다.

### 2010년대
2010년 FIFA 월드컵 유럽 지역 예선에서는 강호 독일을 상대로 홈 경기와 원정 경기에서 모두 3-3 무승부를 기록하는 등 비교적 선전하는 모습을 보여주었고 5승 3무 2패로 독일, 러시아에 밀려 4조 3위로 아쉽게 본선에 진출하지 못했지만 역대 월드컵 유럽 지역 예선에서 가장 좋은 성적을 기록했고 핀란드의 축구팬들은 독일과의 경기를 핀란드 축구 역사상 최고의 경기로 평가했다. 2010년 FIFA 월드컵 예선 이후 Elo 랭킹을 60위까지 끌어올리기도 했다. 이후 초청팀 자격으로 참가한 2012년 발틱컵에서 준우승을 경험했고 2연속 참가한 2014년에는 3위를 기록했으며 2013년 킹스컵에서도 준우승을 차지했다. 그리고 2018-19년 UEFA 네이션스리그 C 2조 6경기에서 4승 2패를 기록하며 조 1위로 차기 시즌 리그 B 승격을 확정지었으며 UEFA 유로 2020 예선 J조에서도 팀의 에이스 테무 푸키를 앞세워 10경기 6승 4패로 10전 전승의 이탈리아에 이어 조 2위로 사상 첫 UEFA 유럽 축구 선수권 대회 본선 무대를 밟으면서 핀란드 축구 역사의 한 페이지를 장식했는데 이는 유로 대회와 월드컵을 통틀어 핀란드의 역사상 첫 메이저 대회 본선 출전이다.

### 2020년대
UEFA 유로 2020을 통해 사상 첫 메이저 본선 무대에 모습을 드러낸 핀란드는 본선에서 FIFA 랭킹 1위 벨기에, 2018년 FIFA 월드컵 8강팀 러시아, UEFA 유로 1992 우승팀인 덴마크와 함께 B조에 편성되었다. 그리고 덴마크와의 첫 경기에서 후반 14분 요엘 포흐얀팔로의 선제골이자 결승골로 1-0의 승리를 거두며 유로 대회 본선 첫 승을 신고했고 이후 벌어진 러시아와 벨기에전에서 각각 0-1, 0-2로 석패하며 1승 2패·조 3위에 머물렀고 와일드카드 순위에서도 5위에 머무르며 아쉽게 16강 진출이 좌절되었지만 대회 17위로 조별리그에서 탈락한 8팀 중 가장 좋은 성적을 거두며 대회를 마무리했다.

## 국제대회 기록

### FIFA 월드컵 (본선)
| 년도   | 결과           | 순위           | 경기           | 승             | 무*            | 패             | 득점           | 실점           | 승점           |
| ------ | -------------- | -------------- | -------------- | -------------- | -------------- | -------------- | -------------- | -------------- | -------------- |
| 1930년 | 불참           | 불참           | 불참           | 불참           | 불참           | 불참           | 불참           | 불참           | 불참           |
| 1934년 | 불참           | 불참           | 불참           | 불참           | 불참           | 불참           | 불참           | 불참           | 불참           |
| 1938년 | 예선 탈락      | 예선 탈락      | 예선 탈락      | 예선 탈락      | 예선 탈락      | 예선 탈락      | 예선 탈락      | 예선 탈락      | 예선 탈락      |
| 1950년 | 예선 도중 기권 | 예선 도중 기권 | 예선 도중 기권 | 예선 도중 기권 | 예선 도중 기권 | 예선 도중 기권 | 예선 도중 기권 | 예선 도중 기권 | 예선 도중 기권 |
| 1954년 | 예선 탈락      | 예선 탈락      | 예선 탈락      | 예선 탈락      | 예선 탈락      | 예선 탈락      | 예선 탈락      | 예선 탈락      | 예선 탈락      |
| 1958년 | 예선 탈락      | 예선 탈락      | 예선 탈락      | 예선 탈락      | 예선 탈락      | 예선 탈락      | 예선 탈락      | 예선 탈락      | 예선 탈락      |
| 1962년 | 예선 탈락      | 예선 탈락      | 예선 탈락      | 예선 탈락      | 예선 탈락      | 예선 탈락      | 예선 탈락      | 예선 탈락      | 예선 탈락      |
| 1966년 | 예선 탈락      | 예선 탈락      | 예선 탈락      | 예선 탈락      | 예선 탈락      | 예선 탈락      | 예선 탈락      | 예선 탈락      | 예선 탈락      |
| 1970년 | 예선 탈락      | 예선 탈락      | 예선 탈락      | 예선 탈락      | 예선 탈락      | 예선 탈락      | 예선 탈락      | 예선 탈락      | 예선 탈락      |
| 1974년 | 예선 탈락      | 예선 탈락      | 예선 탈락      | 예선 탈락      | 예선 탈락      | 예선 탈락      | 예선 탈락      | 예선 탈락      | 예선 탈락      |
| 1978년 | 예선 탈락      | 예선 탈락      | 예선 탈락      | 예선 탈락      | 예선 탈락      | 예선 탈락      | 예선 탈락      | 예선 탈락      | 예선 탈락      |
| 1982년 | 예선 탈락      | 예선 탈락      | 예선 탈락      | 예선 탈락      | 예선 탈락      | 예선 탈락      | 예선 탈락      | 예선 탈락      | 예선 탈락      |
| 1986년 | 예선 탈락      | 예선 탈락      | 예선 탈락      | 예선 탈락      | 예선 탈락      | 예선 탈락      | 예선 탈락      | 예선 탈락      | 예선 탈락      |
| 1990년 | 예선 탈락      | 예선 탈락      | 예선 탈락      | 예선 탈락      | 예선 탈락      | 예선 탈락      | 예선 탈락      | 예선 탈락      | 예선 탈락      |
| 1994년 | 예선 탈락      | 예선 탈락      | 예선 탈락      | 예선 탈락      | 예선 탈락      | 예선 탈락      | 예선 탈락      | 예선 탈락      | 예선 탈락      |
| 1998년 | 예선 탈락      | 예선 탈락      | 예선 탈락      | 예선 탈락      | 예선 탈락      | 예선 탈락      | 예선 탈락      | 예선 탈락      | 예선 탈락      |
| 2002년 | 예선 탈락      | 예선 탈락      | 예선 탈락      | 예선 탈락      | 예선 탈락      | 예선 탈락      | 예선 탈락      | 예선 탈락      | 예선 탈락      |
| 2006년 | 예선 탈락      | 예선 탈락      | 예선 탈락      | 예선 탈락      | 예선 탈락      | 예선 탈락      | 예선 탈락      | 예선 탈락      | 예선 탈락      |
| 2010년 | 예선 탈락      | 예선 탈락      | 예선 탈락      | 예선 탈락      | 예선 탈락      | 예선 탈락      | 예선 탈락      | 예선 탈락      | 예선 탈락      |
| 2014년 | 예선 탈락      | 예선 탈락      | 예선 탈락      | 예선 탈락      | 예선 탈락      | 예선 탈락      | 예선 탈락      | 예선 탈락      | 예선 탈락      |
| 2018년 | 예선 탈락      | 예선 탈락      | 예선 탈락      | 예선 탈락      | 예선 탈락      | 예선 탈락      | 예선 탈락      | 예선 탈락      | 예선 탈락      |
| 2022년 | 예선 탈락      | 예선 탈락      | 예선 탈락      | 예선 탈락      | 예선 탈락      | 예선 탈락      | 예선 탈락      | 예선 탈락      | 예선 탈락      |
| 합계   |                |                |                |                |                |                |                |                |                |

### FIFA 월드컵 (예선)
| 1930년 | 불참                                     | 불참                                     | 불참                                     | 불참                                     | 불참                                     | 불참                                     | 불참                                     |                                          |                                          |
| 1934년 | 불참                                     | 불참                                     | 불참                                     | 불참                                     | 불참                                     | 불참                                     | 불참                                     |                                          |                                          |
| 1938년 | 3                                        | 0                                        | 0                                        | 3                                        | 0                                        | 7                                        | 0                                        |                                          |                                          |
| 1950년 | 3                                        | 0                                        | 1                                        | 2                                        | 2                                        | 12                                       | 1                                        |                                          |                                          |
| 1954년 | 4                                        | 0                                        | 2                                        | 2                                        | 7                                        | 13                                       | 2                                        |                                          |                                          |
| 1958년 | 4                                        | 0                                        | 0                                        | 4                                        | 2                                        | 19                                       | 0                                        |                                          |                                          |
| 1962년 | 4                                        | 0                                        | 0                                        | 4                                        | 3                                        | 12                                       | 0                                        |                                          |                                          |
| 1966년 | 6                                        | 1                                        | 0                                        | 5                                        | 5                                        | 20                                       | 3                                        |                                          |                                          |
| 1970년 | 6                                        | 1                                        | 0                                        | 5                                        | 6                                        | 28                                       | 3                                        |                                          |                                          |
| 1974년 | 6                                        | 1                                        | 1                                        | 4                                        | 3                                        | 21                                       | 4                                        |                                          |                                          |
| 1978년 | 6                                        | 2                                        | 0                                        | 4                                        | 11                                       | 16                                       | 6                                        |                                          |                                          |
| 1982년 | 8                                        | 1                                        | 0                                        | 7                                        | 4                                        | 27                                       | 3                                        |                                          |                                          |
| 1986년 | 8                                        | 3                                        | 2                                        | 3                                        | 7                                        | 12                                       | 11                                       |                                          |                                          |
| 1990년 | 6                                        | 1                                        | 1                                        | 4                                        | 4                                        | 16                                       | 4                                        |                                          |                                          |
| 1994년 | 10                                       | 2                                        | 1                                        | 7                                        | 9                                        | 18                                       | 7                                        |                                          |                                          |
| 1998년 | 8                                        | 3                                        | 2                                        | 3                                        | 11                                       | 12                                       | 11                                       |                                          |                                          |
| 2002년 | 8                                        | 3                                        | 3                                        | 2                                        | 12                                       | 7                                        | 12                                       |                                          |                                          |
| 2006년 | 12                                       | 5                                        | 1                                        | 6                                        | 21                                       | 19                                       | 16                                       |                                          |                                          |
| 2010년 | 10                                       | 5                                        | 3                                        | 2                                        | 14                                       | 14                                       | 18                                       |                                          |                                          |
| 2014년 | 8                                        | 2                                        | 3                                        | 3                                        | 5                                        | 9                                        | 9                                        |                                          |                                          |
| 2018년 | 10                                       | 2                                        | 3                                        | 5                                        | 9                                        | 13                                       | 9                                        |                                          |                                          |
| 2022년 | 8                                        | 3                                        | 2                                        | 3                                        | 10                                       | 10                                       | 11                                       |                                          |                                          |
| 합계   | 138                                      | 35                                       | 25                                       | 78                                       | 145                                      | 305                                      | 130                                      |                                          |                                          |
| 순위   | 월드컵 예선 승점 순위 : 73위 (유럽 30위) | 월드컵 예선 승점 순위 : 73위 (유럽 30위) | 월드컵 예선 승점 순위 : 73위 (유럽 30위) | 월드컵 예선 승점 순위 : 73위 (유럽 30위) | 월드컵 예선 승점 순위 : 73위 (유럽 30위) | 월드컵 예선 승점 순위 : 73위 (유럽 30위) | 월드컵 예선 승점 순위 : 73위 (유럽 30위) | 월드컵 예선 승점 순위 : 73위 (유럽 30위) | 월드컵 예선 승점 순위 : 73위 (유럽 30위) |

### UEFA 유럽 축구 선수권 대회 (본선)
| UEFA 유로컵 본선 기록 | UEFA 유로컵 본선 기록                  | UEFA 유로컵 본선 기록                  | UEFA 유로컵 본선 기록                  | UEFA 유로컵 본선 기록                  | UEFA 유로컵 본선 기록                  | UEFA 유로컵 본선 기록                  | UEFA 유로컵 본선 기록                  | UEFA 유로컵 본선 기록                  | UEFA 유로컵 본선 기록                  |
| 년도                  | 결과                                   | 순위                                   | 경기                                   | 승                                     | 무*                                    | 패                                     | 득점                                   | 실점                                   | 승점                                   |
| --------------------- | -------------------------------------- | -------------------------------------- | -------------------------------------- | -------------------------------------- | -------------------------------------- | -------------------------------------- | -------------------------------------- | -------------------------------------- | -------------------------------------- |
| 1960년                | 불참                                   | 불참                                   | 불참                                   | 불참                                   | 불참                                   | 불참                                   | 불참                                   | 불참                                   | 불참                                   |
| 1964년                | 불참                                   | 불참                                   | 불참                                   | 불참                                   | 불참                                   | 불참                                   | 불참                                   | 불참                                   | 불참                                   |
| 1968년                | 예선 탈락                              | 예선 탈락                              | 예선 탈락                              | 예선 탈락                              | 예선 탈락                              | 예선 탈락                              | 예선 탈락                              | 예선 탈락                              | 예선 탈락                              |
| 1972년                | 예선 탈락                              | 예선 탈락                              | 예선 탈락                              | 예선 탈락                              | 예선 탈락                              | 예선 탈락                              | 예선 탈락                              | 예선 탈락                              | 예선 탈락                              |
| 1976년                | 예선 탈락                              | 예선 탈락                              | 예선 탈락                              | 예선 탈락                              | 예선 탈락                              | 예선 탈락                              | 예선 탈락                              | 예선 탈락                              | 예선 탈락                              |
| 1980년                | 예선 탈락                              | 예선 탈락                              | 예선 탈락                              | 예선 탈락                              | 예선 탈락                              | 예선 탈락                              | 예선 탈락                              | 예선 탈락                              | 예선 탈락                              |
| 1984년                | 예선 탈락                              | 예선 탈락                              | 예선 탈락                              | 예선 탈락                              | 예선 탈락                              | 예선 탈락                              | 예선 탈락                              | 예선 탈락                              | 예선 탈락                              |
| 1988년                | 예선 탈락                              | 예선 탈락                              | 예선 탈락                              | 예선 탈락                              | 예선 탈락                              | 예선 탈락                              | 예선 탈락                              | 예선 탈락                              | 예선 탈락                              |
| 1992년                | 예선 탈락                              | 예선 탈락                              | 예선 탈락                              | 예선 탈락                              | 예선 탈락                              | 예선 탈락                              | 예선 탈락                              | 예선 탈락                              | 예선 탈락                              |
| 1996년                | 예선 탈락                              | 예선 탈락                              | 예선 탈락                              | 예선 탈락                              | 예선 탈락                              | 예선 탈락                              | 예선 탈락                              | 예선 탈락                              | 예선 탈락                              |
| 2000년                | 예선 탈락                              | 예선 탈락                              | 예선 탈락                              | 예선 탈락                              | 예선 탈락                              | 예선 탈락                              | 예선 탈락                              | 예선 탈락                              | 예선 탈락                              |
| 2004년                | 예선 탈락                              | 예선 탈락                              | 예선 탈락                              | 예선 탈락                              | 예선 탈락                              | 예선 탈락                              | 예선 탈락                              | 예선 탈락                              | 예선 탈락                              |
| 2008년                | 예선 탈락                              | 예선 탈락                              | 예선 탈락                              | 예선 탈락                              | 예선 탈락                              | 예선 탈락                              | 예선 탈락                              | 예선 탈락                              | 예선 탈락                              |
| 2012년                | 예선 탈락                              | 예선 탈락                              | 예선 탈락                              | 예선 탈락                              | 예선 탈락                              | 예선 탈락                              | 예선 탈락                              | 예선 탈락                              | 예선 탈락                              |
| 2016년                | 예선 탈락                              | 예선 탈락                              | 예선 탈락                              | 예선 탈락                              | 예선 탈락                              | 예선 탈락                              | 예선 탈락                              | 예선 탈락                              | 예선 탈락                              |
| 2020년                | 조별리그                               | 17위                                   | 3                                      | 1                                      | 0                                      | 2                                      | 1                                      | 3                                      | 3                                      |
| 합계                  | 1회 진출(1/16)                         | 조별리그                               | 3                                      | 1                                      | 0                                      | 2                                      | 1                                      | 3                                      | 3                                      |
| 순위                  | UEFA 유럽 축구 선수권 대회 순위 : 20위 | UEFA 유럽 축구 선수권 대회 순위 : 20위 | UEFA 유럽 축구 선수권 대회 순위 : 20위 | UEFA 유럽 축구 선수권 대회 순위 : 20위 | UEFA 유럽 축구 선수권 대회 순위 : 20위 | UEFA 유럽 축구 선수권 대회 순위 : 20위 | UEFA 유럽 축구 선수권 대회 순위 : 20위 | UEFA 유럽 축구 선수권 대회 순위 : 20위 | UEFA 유럽 축구 선수권 대회 순위 : 20위 |

### UEFA 유럽 축구 선수권 대회 (예선)
| 1960년 | 불참                       | 불참                       | 불참                       | 불참                       | 불참                       | 불참                       | 불참                       |                            |                            |
| 1964년 | 불참                       | 불참                       | 불참                       | 불참                       | 불참                       | 불참                       | 불참                       |                            |                            |
| 1968년 | 6                          | 0                          | 2                          | 4                          | 5                          | 12                         | 2                          |                            |                            |
| 1972년 | 6                          | 0                          | 1                          | 5                          | 1                          | 16                         | 1                          |                            |                            |
| 1976년 | 6                          | 0                          | 1                          | 5                          | 3                          | 13                         | 1                          |                            |                            |
| 1980년 | 6                          | 2                          | 2                          | 2                          | 10                         | 15                         | 8                          |                            |                            |
| 1984년 | 6                          | 0                          | 1                          | 5                          | 3                          | 14                         | 1                          |                            |                            |
| 1988년 | 6                          | 1                          | 1                          | 4                          | 4                          | 10                         | 4                          |                            |                            |
| 1992년 | 8                          | 1                          | 4                          | 3                          | 5                          | 8                          | 7                          |                            |                            |
| 1996년 | 10                         | 5                          | 0                          | 5                          | 18                         | 18                         | 15                         |                            |                            |
| 2000년 | 8                          | 3                          | 1                          | 4                          | 13                         | 13                         | 10                         |                            |                            |
| 2004년 | 8                          | 3                          | 1                          | 4                          | 9                          | 10                         | 10                         |                            |                            |
| 2008년 | 14                         | 6                          | 6                          | 2                          | 13                         | 7                          | 24                         |                            |                            |
| 2012년 | 10                         | 3                          | 1                          | 6                          | 16                         | 16                         | 10                         |                            |                            |
| 2016년 | 10                         | 3                          | 3                          | 4                          | 9                          | 10                         | 12                         |                            |                            |
| 2020년 | 10                         | 6                          | 0                          | 4                          | 16                         | 10                         | 18                         |                            |                            |
| 합계   | 114                        | 33                         | 24                         | 57                         | 125                        | 172                        | 123                        |                            |                            |
| 순위   | 유로 예선 승점 순위 : 28위 | 유로 예선 승점 순위 : 28위 | 유로 예선 승점 순위 : 28위 | 유로 예선 승점 순위 : 28위 | 유로 예선 승점 순위 : 28위 | 유로 예선 승점 순위 : 28위 | 유로 예선 승점 순위 : 28위 | 유로 예선 승점 순위 : 28위 | 유로 예선 승점 순위 : 28위 |

### 하계 올림픽
| 올림픽 축구 기록 | 올림픽 축구 기록 | 올림픽 축구 기록 | 올림픽 축구 기록 | 올림픽 축구 기록 | 올림픽 축구 기록 | 올림픽 축구 기록 | 올림픽 축구 기록 | 올림픽 축구 기록 | 올림픽 축구 기록 |
| 년도             | 결과             | 순위             | 경기             | 승               | 무*              | 패               | 득점             | 실점             | 승점             |
| ---------------- | ---------------- | ---------------- | ---------------- | ---------------- | ---------------- | ---------------- | ---------------- | ---------------- | ---------------- |
| 1900년           | 불참             | 불참             | 불참             | 불참             | 불참             | 불참             | 불참             | 불참             | 불참             |
| 1904년           | 불참             | 불참             | 불참             | 불참             | 불참             | 불참             | 불참             | 불참             | 불참             |
| 1908년           | 불참             | 불참             | 불참             | 불참             | 불참             | 불참             | 불참             | 불참             | 불참             |
| 1912년           | 4강              | 4위              | 4                | 2                | 0                | 2                | 5                | 16               | 6                |
| 1920년           | 불참             | 불참             | 불참             | 불참             | 불참             | 불참             | 불참             | 불참             | 불참             |
| 1924년           | 불참             | 불참             | 불참             | 불참             | 불참             | 불참             | 불참             | 불참             | 불참             |
| 1928년           | 불참             | 불참             | 불참             | 불참             | 불참             | 불참             | 불참             | 불참             | 불참             |
| 1936년           | 1라운드          | 14위             | 1                | 0                | 0                | 1                | 3                | 7                | 0                |
| 1948년           | 불참             | 불참             | 불참             | 불참             | 불참             | 불참             | 불참             | 불참             | 불참             |
| 1952년           | 1라운드          | 10위             | 1                | 0                | 0                | 1                | 3                | 4                | 0                |
| 1956년           | 불참             | 불참             | 불참             | 불참             | 불참             | 불참             | 불참             | 불참             | 불참             |
| 1960년           | 진출 실패        | 진출 실패        | 진출 실패        | 진출 실패        | 진출 실패        | 진출 실패        | 진출 실패        | 진출 실패        | 진출 실패        |
| 1964년           | 진출 실패        | 진출 실패        | 진출 실패        | 진출 실패        | 진출 실패        | 진출 실패        | 진출 실패        | 진출 실패        | 진출 실패        |
| 1968년           | 진출 실패        | 진출 실패        | 진출 실패        | 진출 실패        | 진출 실패        | 진출 실패        | 진출 실패        | 진출 실패        | 진출 실패        |
| 1972년           | 진출 실패        | 진출 실패        | 진출 실패        | 진출 실패        | 진출 실패        | 진출 실패        | 진출 실패        | 진출 실패        | 진출 실패        |
| 1976년           | 진출 실패        | 진출 실패        | 진출 실패        | 진출 실패        | 진출 실패        | 진출 실패        | 진출 실패        | 진출 실패        | 진출 실패        |
| 1980년           | 조별리그         | 9위              | 3                | 1                | 1                | 1                | 3                | 2                | 4                |
| 1984년           | 진출 실패        | 진출 실패        | 진출 실패        | 진출 실패        | 진출 실패        | 진출 실패        | 진출 실패        | 진출 실패        | 진출 실패        |
| 1988년           | 진출 실패        | 진출 실패        | 진출 실패        | 진출 실패        | 진출 실패        | 진출 실패        | 진출 실패        | 진출 실패        | 진출 실패        |
| 1992년           | 진출 실패        | 진출 실패        | 진출 실패        | 진출 실패        | 진출 실패        | 진출 실패        | 진출 실패        | 진출 실패        | 진출 실패        |
| 1996년           | 진출 실패        | 진출 실패        | 진출 실패        | 진출 실패        | 진출 실패        | 진출 실패        | 진출 실패        | 진출 실패        | 진출 실패        |
| 2000년           | 진출 실패        | 진출 실패        | 진출 실패        | 진출 실패        | 진출 실패        | 진출 실패        | 진출 실패        | 진출 실패        | 진출 실패        |
| 2004년           | 진출 실패        | 진출 실패        | 진출 실패        | 진출 실패        | 진출 실패        | 진출 실패        | 진출 실패        | 진출 실패        | 진출 실패        |
| 2008년           | 진출 실패        | 진출 실패        | 진출 실패        | 진출 실패        | 진출 실패        | 진출 실패        | 진출 실패        | 진출 실패        | 진출 실패        |
| 2012년           | 진출 실패        | 진출 실패        | 진출 실패        | 진출 실패        | 진출 실패        | 진출 실패        | 진출 실패        | 진출 실패        | 진출 실패        |
| 2016년           | 진출 실패        | 진출 실패        | 진출 실패        | 진출 실패        | 진출 실패        | 진출 실패        | 진출 실패        | 진출 실패        | 진출 실패        |
| 합계             | 4회 진출(4/26)   | 4위(1회)         | 9                | 3                | 1                | 5                | 14               | 29               | 10               |

### 노르딕 축구 선수권 대회
- 1924-28 - 불참
- 1929-32 - 4위
- 1933-36 - 4위
- 1937-47 - 4위
- 1948-51 - 4위
- 1952-55 - 4위
- 1956-59 - 4위
- 1960-63 - 4위
- 1964-67 - 3위
- 1968-71 - 4위
- 1972-77 - 4위
- 1978-80 - 4위
- 1981-83 - 4위
- 2000-01 - 우승

## 현재 선수 명단
- 2019년 9월 5일부터 9월 8일까지 그리스, 이탈리아와의 UEFA 유로 2020 예선 J조 경기에 나선 선수들의 명단이다

골키퍼:
- 루카스 흐라데키
- 예세 요로넨
- 안시 야콜라

수비수:
- 파울루스 아라유리 (부주장)
- 알빈 그란룬드
- 유나 토이비오
- 레오 바이사넨
- 사울리 바이사넨
- 유하 피리넨
- 예레 우로넨
- 유카 라이탈라
- 니코 마르쿨라

미드필더:
- 글렌 카마라
- 페테리 포르셀
- 로빈 로드
- 프레드릭 옌센
- 라스무스 슐레르
- 퓌뤼 소이리
- 시몬 스크라브
- 요니 카우코
- 팀 스파르브 (주장)

공격수:
- 테무 푸키
- 라스무스 카르얄라이넨
- 야세 투오미넨
- 라시 라팔라이넨

## 역대 감독
| 감독               | 임기        |
| ------------------ | ----------- |
| 리샤르 묄레르 닐센 | 1996 ~ 1999 |
| 로이 호지슨        | 2006 ~ 2007 |
| 믹수 파텔라이넨    | 2011 ~ 2015 |

## 같이 보기
- 핀란드 여자 축구 국가대표팀
- 올란드 제도 축구 국가대표팀
- 사프미 축구 대표팀